# Fantastico
 (décembre 2022).
Si vous disposez d'ouvrages ou d'articles de référence ou si vous connaissez des sites web de qualité traitant du thème abordé ici, merci de compléter l'article en donnant les références utiles à sa vérifiabilité et en les liant à la section « Notes et références ».
 (décembre 2022).
Fantastico est un système qui permet l'installation automatique d'applications php sur serveurs Internet. Il est en général associé à cPanel, un type de panneau de contrôle d'hébergement web utilisé par certains hébergeurs.